# Veracruz (Panama)
Veracruzⓘ – miasto w Panamie, w prowincji Panama Zachodnia.